# Magali Aureille-Bernard
Magali Aureille-Bernard, née le 24 mai 1985, est une coureuse de fond et de cross-country française.
Elle mesure un mètre 65 pour 50 kilos [1].

## Carrière
Elle est médaillée d'argent par équipes aux Championnats d'Europe de cross-country 2012 à Budapest.
Au niveau national, elle est sacrée championne de France du 10 000 mètres en 2012.